# Van der Vorst ziet sterren
Van der Vorst ziet sterren is een Nederlands televisieprogramma dat van 2009 tot 2019 werd uitgezonden door RTL 4. Vanaf 2017 kon het programma terug en vooruit gekeken worden via de video on demand-dienst Videoland. De presentatie van het programma was in handen van Peter van der Vorst die tevens de naamgever van het programma is. Het programma is het eerste programma van Paul de Leeuws productiehuis E.V.A. Media dat op televisie was te zien. Het vertoont overeenkomsten met Ivo Niehe's programma TV Show van AVROTROS.
Per seizoen verschilde het aantal afleveringen tussen de zes en twaalf afleveringen. Een aflevering duurde gemiddeld 45 minuten zonder reclame.
Doordat presentator Peter van der Vorst in het voorjaar van 2019 Erland Galjaard opvolgde als programmadirecteur bij RTL, werd er besloten dat Van der Vorst door zijn nieuwe functie niet meer als presentator te zien zou zijn. Hierdoor startte in mei 2019 het zestiende en tevens laatste seizoen.

## Opzet
In het programma gaat presentator Van der Vorst per aflevering op bezoek bij verschillende bekende Nederlanders waaronder Frans Bauer, Patty Brard, Hans Klok en Famke Louise, die hem rondleiden in hun huis of een andere vertrouwde omgeving om hun verhaal in een interview af te leggen. Tevens zijn er in verschillende afleveringen internationale bekendheden voorbij gekomen zoals: Justin Bieber, Jennifer Aniston, Sylvester Stallone en Hugh Hefner. Hierbij gaat het vaak om korte interviews op een werklocatie die enkele minuten duren, deze werden in sommige afleveringen als extra's toegevoegd.

### Specials
Naast de reguliere uitzendingen verschenen er ook regelmatig specials. In deze specials bezocht Van der Vorst één gast die de gehele aflevering centraal stond of meerdere gasten die tot één groep horen. Zo werden bij Van der Vorst ziet Jersey Boys verschillende mensen die in de toen net uitgekomen musical Jersey Boys speelden bezocht. Ook verschenen er specials waarin Van der Vorst alle sterren bezocht die dat jaar veel in het nieuws waren gekomen. De verschillende specials die zijn gemaakt zijn:
- Van der Vorst ziet Willem-Alexander & Máxima
- Van der Vorst ziet Haagse sterren
- Van der Vorst ziet Hazes
- Van der Vorst ziet Jersey Boys
- Van der Vorst ziet sterren van 2012
- Van der Vorst ziet sterren van 2013
- Van der Vorst ziet de Rising Stars van 2015

## Seizoenen

### Seizoen 1 (2009)
In elke aflevering was er ook een kort interview met een buitenlandse ster, deze staan hieronder niet vermeld.
| Aflevering (seizoen) | Aflevering (serie) | Uitzenddatum     | Op bezoek bij          | Op bezoek bij             |
| -------------------- | ------------------ | ---------------- | ---------------------- | ------------------------- |
| 1                    | 1                  | 16 januari 2009  | Wendy van Dijk         | Derek Ogilvie             |
| 2                    | 2                  | 23 januari 2009  | Beau van Erven Dorens  | Caroline Tensen           |
| 3                    | 3                  | 30 januari 2009  | Hans Klok              | Meryl Streep              |
| 4                    | 4                  | 6 februari 2009  | Sonja Bakker           | Dita von Teese            |
| 5                    | 5                  | 13 februari 2009 | Angela Groothuizen     | Caroline de Bruijn        |
| 6                    | 6                  | 20 februari 2009 | Herman den Blijker     | Christopher Ciccone       |
| 7                    | 7                  | 27 februari 2009 | Tineke Schouten        | Jan Smit                  |
| 8                    | 8                  | 6 maart 2009     | Winston Gerschtanowitz | Leontine Borsato          |
| 9                    | 9                  | 13 maart 2009    | Yfke Sturm             | De cast van De TV Kantine |

### Seizoen 2 (2009)
| Aflevering (seizoen) | Aflevering (serie) | Uitzenddatum | Op bezoek bij      | Op bezoek bij   |
| -------------------- | ------------------ | ------------ | ------------------ | --------------- |
| 1                    | 10                 | 15 mei 2009  | Gordon             | Tom Hanks       |
| 2                    | 11                 | 22 mei 2009  | Jean-Marie Pfaff   | Timor Steffens  |
| 3                    | 12                 | 29 mei 2009  | Humberto Tan       | Frans Duijts    |
| 4                    | 13                 | 5 juni 2009  | Peter van den Hurk | Paul Potts      |
| 5                    | 14                 | 12 juni 2009 | Patrick Kluivert   | Whoopi Goldberg |
| 6                    | 15                 | 19 juni 2009 | René Froger        | Jackie Collins  |
| 7                    | 16                 | 26 juni 2009 | Sandra Bullock     | Jim Bakkum      |
| 8                    | 17                 | 3 juli 2009  | Lieke van Lexmond  | Jack Spijkerman |
| 9                    | 18                 | 10 juli 2009 | Wolter Kroes       | Tatjana Šimić   |

### Seizoen 3 (2010)
| Aflevering (seizoen) | Aflevering (serie) | Uitzenddatum      | Op bezoek bij        |                               |
| -------------------- | ------------------ | ----------------- | -------------------- | ----------------------------- |
| 1                    | 19                 | 20 augustus 2010  | Patricia Paay        | Armin van Buuren              |
| 2                    | 20                 | 27 augustus 2010  | Touriya Haoud        | Jörgen Raymann                |
| 3                    | 21                 | 3 september 2010  | Robert Schoemacher   | Nadya Suleman                 |
| 4                    | 22                 | 10 september 2010 | Robert ten Brink     | De cast van Benidorm Bastards |
| 5                    | 23                 | 17 september 2010 | Olcay Gulsen         | Rachel Hazes                  |
| 6                    | 24                 | 24 september 2010 | Nicolette van Dam    | Fatima Moreira de Melo        |
| 7                    | 25                 | 1 oktober 2010    | Nick en Simon        | De cast van Oh Oh Cherso      |
| 8                    | 26                 | 8 oktober 2010    | Sylvie van der Vaart | Robbie Williams               |
| 9                    | 27                 | 15 oktober 2010   | Dan Karaty           | Kim-Lian van der Meij         |
| 10                   | 28                 | 22 oktober 2010   | Roel van Velzen      | Bridget Maasland              |
| 11                   | 29                 | 29 oktober 2010   | Alain Clark          | David Guetta                  |
| 12                   | 30                 | 5 november 2010   | Trijntje Oosterhuis  | Marco Borsato                 |

### Seizoen 4 (2011)
| Aflevering (seizoen) | Aflevering (serie) | Uitzenddatum  | Op bezoek bij                  | Op bezoek bij                  | Op bezoek bij                  |
| -------------------- | ------------------ | ------------- | ------------------------------ | ------------------------------ | ------------------------------ |
| 1                    | 31                 | 25 maart 2011 | Linda de Mol                   | Matt Damon                     | De cast van Gooische Vrouwen   |
| 2                    | 32                 | 1 april 2011  | Gordon                         | Justin Bieber                  | Los Angeles: The Voices        |
| 3                    | 33                 | 8 april 2011  | Frans Bauer en zijn familie    | Jennifer Aniston               | Adam Sandler                   |
| 4                    | 34                 | 15 april 2011 | Katy Perry                     | De cast van Oh Oh Tirol        | -                              |
| 5                    | 35                 | 22 april 2011 | Wendy van Dijk en haar familie | Wendy van Dijk en haar familie | Wendy van Dijk en haar familie |
| 6                    | 36                 | 29 april 2011 | Paul Groot                     | Caro Emerald                   | One Direction                  |
| 7                    | 37                 | 6 mei 2011    | Britt Dekker                   | Ymke Wieringa                  | Waylon                         |
| 8                    | 38                 | 13 mei 2011   | Jeroen van Koningsbrugge       | Guus Meeuwis                   | -                              |
| 9                    | 39                 | 20 mei 2011   | Heleen van Royen               | Ton van Royen                  | Rafael Nadal                   |
| 10                   | 40                 | 27 mei 2011   | De Toppers                     | Ilse DeLange                   | Giel Beelen                    |
| 11                   | 41                 | 3 juni 2011   | Ali B                          | Chantal Janzen                 | -                              |
| 12                   | 42                 | 10 juni 2011  | Glennis Grace                  | Hugh Hefner                    | Ben Saunders                   |

### Seizoen 5 (2011)
| Aflevering (seizoen) | Aflevering (serie) | Uitzenddatum     | Op bezoek bij          | Op bezoek bij   | Op bezoek bij     | Op bezoek bij         |
| -------------------- | ------------------ | ---------------- | ---------------------- | --------------- | ----------------- | --------------------- |
| 1                    | 43                 | 21 oktober 2011  | Patty Brard            | Krystl          | Afrojack          | Marco Borsato         |
| 2                    | 44                 | 28 oktober 2011  | Edwin Evers            | DI-RECT         | Daniel Craig      | Steven Spielberg      |
| 3                    | 45                 | 4 november 2011  | Ben Saunders           | Paskal Jakobsen | Jim Bakkum        | Sarah Jessica Parker  |
| 4                    | 46                 | 11 november 2011 | René en Natasja Froger | Jo Frost        | Robert Pattinson  | Bettina Holwerda      |
| 5                    | 47                 | 18 november 2011 | Isa Hoes               | Lange Frans     | Barry Manilow     | Daniëlle van Aalderen |
| 6                    | 48                 | 25 november 2011 | Leco van Zadelhoff     | Nick & Simon    | Reinout Oerlemans | Doutzen Kroes         |

### Seizoen 6 (2012)
| Aflevering (seizoen) | Aflevering (serie) | Uitzenddatum  | Op bezoek bij                  | Op bezoek bij   | Op bezoek bij                          |
| -------------------- | ------------------ | ------------- | ------------------------------ | --------------- | -------------------------------------- |
| 1                    | 49                 | 27 april 2012 | Charly Luske en Tanja Jess     | Gers Pardoel    | Hugh Grant                             |
| 2                    | 50                 | 4 mei 2012    | Ferry Doedens                  | Lionel Richie   | -                                      |
| 3                    | 51                 | 11 mei 2012   | Irene Moors                    | Bram Moszkowicz | -                                      |
| 4                    | 52                 | 18 mei 2012   | Albert Verlinde                | Joan Franka     | Cesar Millan                           |
| 5                    | 53                 | 25 mei 2012   | Cameron Diaz en Jennifer Lopez | Yolanda Hadid   | De cast van Holland's Got Talent       |
| 6                    | 54                 | 1 juni 2012   | Tooske en Bastiaan Ragas       | Wilfred Genee   | De cast van Snowwhite and the Huntsman |

### Seizoen 7 (2012)
| Aflevering (seizoen) | Aflevering (serie) | Uitzenddatum      | Op bezoek bij                | Op bezoek bij      | Op bezoek bij                         |
| -------------------- | ------------------ | ----------------- | ---------------------------- | ------------------ | ------------------------------------- |
| 1                    | 55                 | 27 september 2012 | Jan Smit                     | Will.i.am          | De cast van The Voice of Holland      |
| 2                    | 56                 | 5 oktober 2012    | Barry Atsma                  | Johan Cruijff      | Eva Simons                            |
| 3                    | 57                 | 12 oktober 2012   | John van den Heuvel          | Kylie Minogue      | 3JS                                   |
| 4                    | 58                 | 19 oktober 2012   | Samantha de Jong             | Froukje de Both    | Jennifer Lopez                        |
| 5                    | 59                 | 26 oktober 2012   | Jette van der Meij           | Jannes             | De cast van Skyfall                   |
| 6                    | 60                 | 2 november 2012   | Robbie Williams              | Esther Vergeer     | De cast van Shrek de Musical          |
| 7                    | 61                 | 9 november 2012   | Gezin van André Hazes        | Martijn Fischer    | One Direction                         |
| 8                    | 62                 | 16 november 2012  | Gerard Joling                | Dennis Weening     | -                                     |
| 9                    | 63                 | 23 november 2012  | Dieuwertje Blok              | Sylvester Stallone | -                                     |
| 10                   | 64                 | 30 november 2012  | Carlo Boszhard               | Yes-R              | -                                     |
| 11                   | 65                 | 7 december 2012   | Joop van den Ende            | Lucille Werner     | Tom Hanks en Halle Berry              |
| 12                   | 66                 | 14 december 2012  | Winnaar The Voice of Holland | Remy Bonjasky      | De cast van De Grote Improvisatieshow |

### Seizoen 8 (2013)
| Aflevering (seizoen) | Aflevering (serie) | Uitzenddatum | Op bezoek bij               | Op bezoek bij | Op bezoek bij       |
| -------------------- | ------------------ | ------------ | --------------------------- | ------------- | ------------------- |
| 1                    | 67                 | 22 mei 2013  | Beau Schneider              | Saskia Noort  | Jamie Cullum        |
| 2                    | 68                 | 29 mei 2013  | Yolanthe en Wesley Sneijder | MainStreet    | Michael Bublé       |
| 3                    | 69                 | 5 juni 2013  | Dirk Zeelenberg             | Chuckie       | Will en Jaden Smith |
| 4                    | 70                 | 12 juni 2013 | Lieke van Lexmond           | Gerard Spong  | Johannes Rypma      |
| 5                    | 71                 | 19 juni 2013 | Martijn Krabbé              | Sonja Bakker  | -                   |
| 6                    | 72                 | 26 juni 2013 | Gigi Ravelli                | Kees Tol      | René van Kooten     |

### Seizoen 9 (2014)
| Aflevering (seizoen) | Aflevering (serie) | Uitzenddatum  | Op bezoek bij      | Op bezoek bij               | Op bezoek bij                   |
| -------------------- | ------------------ | ------------- | ------------------ | --------------------------- | ------------------------------- |
| 1                    | 73                 | 12 maart 2014 | Georgina Verbaan   | Richard Groenendijk         | Robert De Niro                  |
| 2                    | 74                 | 19 maart 2014 | Carly Wijs         | Gerard Ekdom                | Sylvester Stallone              |
| 3                    | 75                 | 26 maart 2014 | Jacqueline Govaert | Everon Jackson Hooi         | Avicii                          |
| 4                    | 76                 | 2 april 2014  | Sanne Hans         | Amira Willighagen           | Mark Tuitert                    |
| 5                    | 77                 | 9 april 2014  | Menno Buch         | De cast van The Other Woman | De cast van The Other Woman     |
| 6                    | 78                 | 16 april 2014 | Nicolette Kluijver | Simone Kleinsma             | Maik de Boer                    |
| 7                    | 79                 | 23 april 2014 | Goedele Liekens    | Gaston Starreveld           | Andrew Garfield                 |
| 8                    | 80                 | 30 april 2014 | Marijke Helwegen   | Tygo Gernandt               | De cast van Muppets Most Wanted |

### Seizoen 10 (2015)
| Aflevering (seizoen) | Aflevering (serie) | Uitzenddatum      | Op bezoek bij        | Op bezoek bij         |
| -------------------- | ------------------ | ----------------- | -------------------- | --------------------- |
| 1                    | 81                 | 30 september 2015 | Ferry Doedens        | Bassie & Adriaan      |
| 2                    | 82                 | 7 oktober 2015    | Jan Kooijman         | Claudia de Breij      |
| 3                    | 83                 | 14 oktober 2015   | Johnny de Mol        |                       |
| 4                    | 84                 | 21 oktober 2015   | Floortje Dessing     | Beau van Erven Dorens |
| 5                    | 85                 | 28 oktober 2015   | André Hazes jr.      | Johan Derksen         |
| 6                    | 86                 | 4 november 2015   | Marly van der Velden | André van Duin        |
| 7                    | 87                 | 11 november 2015  | Jandino Asporaat     | Radmilo Soda          |
| 8                    | 88                 | 18 november 2015  | Ruben Nicolai        | Giel Beelen           |
| 9                    | 89                 | 25 november 2015  | Jan de Hoop          | Halina Reijn          |

### Seizoen 12 (2016)
| Aflevering (seizoen) | Aflevering (serie) | Uitzenddatum     | Op bezoek bij       | Op bezoek bij                |
| -------------------- | ------------------ | ---------------- | ------------------- | ---------------------------- |
| 1                    | 90                 | 26 oktober 2016  | Babette van Veen    | René van der Gijp            |
| 2                    | 91                 | 2 november 2016  | O'G3NE              | Typhoon                      |
| 3                    | 92                 | 9 november 2016  | Jett Rebel          | Churandy Martina             |
| 4                    | 93                 | 16 november 2016 | Berget Lewis        | Adam Curry & Christina Curry |
| 5                    | 94                 | 23 november 2016 | Afrojack            | Cast De Zevende Hemel        |
| 6                    | 95                 | 30 november 2016 | Jeroen van der Boom | Ireen Wüst                   |
| 7                    | 96                 | 7 december 2016  | Bobbi Eden          | Javier Guzman                |

### Seizoen 13 (2017)
| Aflevering (seizoen) | Aflevering (serie) | Uitzenddatum | Op bezoek bij      | Op bezoek bij  |
| -------------------- | ------------------ | ------------ | ------------------ | -------------- |
| 1                    | 97                 | 17 mei 2017  | Nicolette Kluijver | Thomas Dekker  |
| 2                    | 98                 | 31 mei 2017  | Yfke Sturm         | Hans Kraay jr. |
| 3                    | 99                 | 7 juni 2017  | Anna Nooshin       | Fred van Leer  |
| 4                    | 100                | 14 juni 2017 | Xander de Buisonjé | Fajah Lourens  |
| 5                    | 101                | 21 juni 2017 | Edsilia Rombley    | Marc de Hond   |
| 6                    | 102                | 28 juni 2017 | Jaap Jongbloed     | Erica Terpstra |

### Seizoen 14 (2017)
| Aflevering (seizoen) | Aflevering (serie) | Uitzenddatum     | Op bezoek bij       | Op bezoek bij                   |
| -------------------- | ------------------ | ---------------- | ------------------- | ------------------------------- |
| 1                    | 103                | 11 oktober 2017  | Maan de Steenwinkel | Boef                            |
| 2                    | 104                | 18 oktober 2017  | Estavana Polman     | Rafael van der Vaart            |
| 3                    | 105                | 25 oktober 2017  | Yuri van Gelder     | Emilio Estefan & Gloria Estefan |
| 4                    | 106                | 1 november 2017  | Monica Geuze        | Thomas Acda                     |
| 5                    | 107                | 8 november 2017  | Rick Engelkes       | Loiza Lamers                    |
| 6                    | 108                | 15 november 2017 | Geraldine Kemper    | Wibi Soerjadi                   |
| 7                    | 109                | 22 november 2017 | Marieke Elsinga     | Rob de Nijs                     |
| 8                    | 110                | 29 november 2017 | Guido Weijers       | Thierry Baudet                  |

### Seizoen 15 (2018)
| Aflevering (seizoen) | Aflevering (serie) | Uitzenddatum     | Op bezoek bij               | Op bezoek bij      |
| -------------------- | ------------------ | ---------------- | --------------------------- | ------------------ |
| 1                    | 111                | 17 oktober 2018  | Angela Schijf               | Ronnie Flex        |
| 2                    | 112                | 24 oktober 2018  | Roxeanne Hazes              | Tino Martin        |
| 3                    | 113                | 31 oktober 2018  | Nielson                     | Wim Kieft          |
| 4                    | 114                | 7 november 2018  | Soy Kroon & Holly Mae Brood | Anita Meyer        |
| 5                    | 115                | 14 november 2018 | Twan Huys                   | Corry Konings      |
| 6                    | 116                | 21 november 2018 | Paul de Leeuw               | Lilian Marijnissen |

### Seizoen 16 (2019)
| Aflevering (seizoen) | Aflevering (serie) | Uitzenddatum | Op bezoek bij                                                                       | Op bezoek bij                                                                       |
| -------------------- | ------------------ | ------------ | ----------------------------------------------------------------------------------- | ----------------------------------------------------------------------------------- |
| 1                    | 117                | 16 mei 2019  | Katja Schuurman                                                                     | Martijn Koning                                                                      |
| 2                    | 118                | 23 mei 2019  | Frans & Mariska Bauer                                                               | Famke Louise                                                                        |
| 3                    | 119                | 30 mei 2019  | Patrick Kluivert                                                                    | Anita Witzier                                                                       |
| 4                    | 120                | 6 juni 2019  | Najib Amhali                                                                        | Robèrt van Beckhoven                                                                |
| 5                    | 121                | 13 juni 2019 | Art Rooijakkers                                                                     | Barrie Stevens                                                                      |
| 6                    | 122                | 20 juni 2019 | Herman den Blijker                                                                  | Anny Schilder                                                                       |
| 7                    | 123                | 27 juni 2019 | Samantha Steenwijk                                                                  | Kaj Gorgels                                                                         |
| 8                    | 124                | 4 juli 2019  | Chantal Janzen gaat in de laatste aflevering op bezoek bij Peter van der Vorst zelf | Chantal Janzen gaat in de laatste aflevering op bezoek bij Peter van der Vorst zelf |

## Specials

#### Van der Vorst ziet Willem-Alexander & Máxima
Er zijn twee afleveringen gemaakt onder te titel: Van der Vorst ziet Willem-Alexander & Máxima. Hierin bezocht Peter van der Vorst, Willem-Alexander en Máxima over hun laatste belevingen.
| Afl. | Uitzenddatum    | Samenvatting                                                                                            |
| ---- | --------------- | --- |
| 1    | 28 april 2010   | Hierin gingen ze op bezoek in het buitenland.                                                           |
| 2    | 2 februari 2012 | Hierin blikken ze terug op hun 10-jarige huwelijk en hun belevingen en momenten van het afgelopen jaar. |

#### Van der Vorst ziet Haagse sterren
Ook was er een speciale aflevering van Van der Vorst ziet Haagse sterren. Hierin bezocht Van der Vorst, 6 lijsttrekkers van verschillende politieke partijen. Dit vanwege de Tweede Kamerverkiezingen 2012.
| Afl. | Uitzenddatum     | Op bezoek bij                                                                                          |
| ---- | ---------------- | --- |
| 1    | 9 september 2012 | Mark Rutte, Diederik Samsom, Alexander Pechtold, Emile Roemer, Jolande Sap en Sybrand van Haersma Buma |

#### Van der Vorst ziet Hazes
Verder was er een speciale aflevering van Van der Vorst ziet Hazes. Hierin werd de cast van de musical Hij Gelooft in Mij bezocht en de making of van de musical. Dit heeft met betrekking tot André Hazes.
| Afl. | Uitzenddatum     | Op bezoek bij |
| ---- | ---------------- | --- |
| 1    | 17 november 2012 | Joop van den Ende, Martijn Fischer, Chantal Janzen, Hadewych Minis, de rest van de cast van Hij Gelooft in Mij, Rachel Hazes, Roxeanne Hazes en André Hazes jr. |

#### Van der Vorst ziet Jersey Boys
Daarnaast was er een speciale aflevering van Van der Vorst ziet Jersey Boys. Hierin werd de cast van de musical van Jersey Boys bezocht en werd een kijkje achter de schermen van de musical genomen.
| Afl. | Uitzenddatum      | Op bezoek bij           |
| ---- | ----------------- | ----------------------- |
| 1    | 21 september 2013 | De cast van Jersey Boys |

#### Van der Vorst ziet sterren van 2012/2013
Op oudejaarsavond 2012 was er een speciale aflevering onder de noemer Van der Vorst ziet sterren van 2012. Hierin gingen BN-ers die in 2012 een rol van betekenis hebben gespeeld of iets bijzonders hebben meegemaakt samen met Peter van der Vorst naar DeLaMar Theater in Amsterdam om het jaar 2012 af te sluiten. De opname was op 10 december 2012. Deze special werd uitgezonden op oudejaarsavond 2012 en het duurde anderhalf uur.
In 2013 werd eenzelfde soort aflevering uitgezonden onder de titel Van der Vorst ziet sterren van 2013. Net zoals voorgaande editie werd ook deze aflevering op oudejaarsavond uitgezonden. Verschillen tussen beide aflevering waren dat de zendtijd van de laatste versie korter was (45 minuten) en dat niet alle BN-ers bij elkaar kwamen maar dat Van der Vorst hen opzocht op verschillende locaties.
| Afl. | Uitzenddatum     | Op bezoek bij |
| ---- | ---------------- | --- |
| 1    | 31 december 2012 | De cast van Goede tijden, slechte tijden, Jan Smit, Gerard Joling, Britt Dekker, Samantha de Jong (Barbie), Armin van Buuren, Gers Pardoel, de cast van Shrek en de cast van Hij Gelooft in Mij |
| 2    | 31 december 2013 | Backstage bij Wie ben ik? en Ik hou van Holland, Gordon, Hardwell, Epke Zonderland, Louis Talpe en Roy Donders                                                                                  |

#### Van der Vorst ziet de rising stars van 2015
Op 2 december 2015 was er een speciale aflevering onder de noemer Van der Vorst ziet de rising stars van 2015. Hierin ging Peter van der Vorst langs Enzo Knol, Martin Garrix, Jesse Klaver en Romee Strijd.